# Hilyotrogus
Hilyotrogus är ett släkte av skalbaggar. Hilyotrogus ingår i familjen Melolonthidae.

## Dottertaxa tillHilyotrogus, i alfabetisk ordning[1]
- Hilyotrogus assamensis
- Hilyotrogus aurosericeus
- Hilyotrogus bicoloreus
- Hilyotrogus birmanicus
- Hilyotrogus calcaratus
- Hilyotrogus changbaishanensis
- Hilyotrogus cribratulus
- Hilyotrogus flavescens
- Hilyotrogus flavosericeus
- Hilyotrogus formosana
- Hilyotrogus hirsutissimus
- Hilyotrogus holosericeus
- Hilyotrogus iridipennis
- Hilyotrogus kolbei
- Hilyotrogus longiclavis
- Hilyotrogus luteosericeus
- Hilyotrogus mangkamensis
- Hilyotrogus nitens
- Hilyotrogus ochraceosericeus
- Hilyotrogus piceosericeus
- Hilyotrogus pilicollis
- Hilyotrogus pilifer
- Hilyotrogus rufosericeus
- Hilyotrogus sericeus
- Hilyotrogus setiger
- Hilyotrogus setipennis
- Hilyotrogus sikkimensis
- Hilyotrogus stolidus
- Hilyotrogus unguicularis
- Hilyotrogus wittmeri
- Hilyotrogus yasuii